# Tiro nos Jogos Olímpicos de Verão da Juventude de 2014 - Carabina de ar 10 m masculino
As provas de Tiro - Carabina de ar a 10 m masculino nos Jogos Olímpicos de Verão da Juventude de 2014 decorreram a 20 de Agosto de 2014 na Base de Treinos de Desportos de Fangshan em Nanquim, China. O chinês Yang Haoran sagrou-se campeão Olímpico, Hrachik Babayan de Arménia foi medalha de Prata, e Istvan Peni da Hungria conquistou o Bronze.

## Medalhistas
| Ouro   | CHN Yang Haoran     |
| Prata  | ARM Hrachik Babayan |
| Bronze | HUN Istvan Peni     |

## Resultados da final
| Pos.              | Dorsal | Atiradora                | Pontuação |
| ----------------- | ------ | ------------------------ | --------- |
| Medalha de ouro   | 1102   | CHN Yang Haoran          | 209.3     |
| Medalha de prata  | 1010   | ARM Hrachik Babayan      | 204.3     |
| Medalha de bronze | 1220   | HUN Istvan Peni          | 183.5     |
| 4                 | 1560   | UZB Vadim Skorovarov     | 162.9     |
| 5                 | 1471   | SRB Andrija Milovanovic  | 142.2     |
| 6                 | 1250   | ITA Marco Suppini        | 122.2     |
| 7                 | 1521   | TPE Lu Shao-Chuan        | 101.8     |
| 8                 | 1342   | MEX Jose Santos Martinez | 81.1      |